# Hyundai Aero Town
Hyundai Aero Town (хангиль: 현대 에어로 타운) — автобус виробництва компанії Hyundai Motor Company.

## Aero Town 1
Володів сучасним дизайном на момент випуску, двигуном в 177 к. с. і 7545 куб. см.

## Aero City 2
Оснащувався кондиціонером, двигуном 196/225 к.с., 6606 см³. Більше був міським автобусом, ніж туристичним.

## Aero City 3
У 2003 році був змінений дизайн фар (зроблено через найближчого конкурента — Daewoo BH090).

## e-Aero Town
Модернізований Hyundai Aero Town побачив світ у 2004 році.

## e-Aero City
2008 року проведений автобус з двигуном стандарту Євро-4 (модель G225). Також була змінена форма бічних вікон.

## Модельний ряд
- Туристичний/приватний (LG-B)
  - LG-AB: приватний
  - LG-BB: туристичний/приватний
- Міський (LG-C)
  - LG-CC: міський